# Encuentro Internacional de Revitalización de Centros Históricos
El Encuentro Internacional de Revitalización de Centros Históricos es un evento anual en México realizado en conjunto por la Agencia Española de Cooperación Internacional para el Desarrollo, en colaboración con el Instituto Nacional de Antropología e Historia. Tiene como fin la preservación, planificación y gestión del patrimonio de los centros históricos de ciudades de Iberoamérica y participan especialistas de distintos campos como arquitectura, historia, ciencias sociales, humanidades y urbanismo.

## Encuentros realizados

### VIII Encuentro
Se celebró del 26 al 28 de octubre de 2009 en el Anfiteatro Simón Bolívar del Antiguo Colegio de San Ildefonso en la Ciudad de México y tuvo como eje rector El paisaje urbano en las ciudades históricas

### IX Encuentro
Se celebró del 18 al 20 de octubre de 2010 en el auditorio de Plaza Banamex en la Ciudad de México y tuvo como eje rector Desarrollo y conservación de Centros Históricos.

### X Encuentro
Se celebró del 24 al 28 de octubre de 2011 en las ciudades de México y Oaxaca, y tuvo como discusión central Luces y sombras en los Centros Históricos.

### XI Encuentro
Se celebró del 22 al 24 de octubre de 2012 en el Centro Cultural de España en México, y tuvo como discusión central Patrimonio en riesgo.